# 沃迪奇基 (赫梅利尼茨基區)
49°25′21″N 26°44′49″E / 49.42250°N 26.74694°E
沃迪奇基（羅馬化：Vodychky）是位於烏克蘭西部的村莊，由赫梅利尼茨基州裡赫梅利尼茨基區的赫梅利尼茨基市鎮負責管轄。該村面積1.4平方公里，海拔高度309米，2001年人口461，人口密度每平方公里329.3人。